# Edwin van der Sar
Edwin van der Sar (phát âm tiếng Hà Lan: [ˈɛtʋɪn vɑn dɛr ˈsɑr] ⓘ; sinh ngày 29 tháng 10 năm 1970) là một cựu cầu thủ bóng đá người Hà Lan chơi ở vị trí thủ môn. Anh là cầu thủ khoác áo Đội tuyển bóng đá quốc gia Hà Lan nhiều nhất cho đến khi bị Wesley Sneijder vượt qua vào năm 2017.
Edwin van der Sar bắt đầu thi đấu chuyên nghiệp tại Ajax và ở thi đấu ở đây trong 9 năm trước khi chuyển đến CLB Juventus và sau đó sang Anh, đầu tiên là Fulham và tiếp đó là Manchester United. Anh là một trong số ít các cầu thủ đã vô địch UEFA Champions League với 2 câu lạc bộ khác nhau, vô địch với Ajax năm 1995 và Manchester United năm 2008. Anh cũng đã giành được cúp UEFA với Ajax năm 1992. Van der Sar đã được trao giải Thủ môn xuất sắc nhất châu Âu vào năm 1995 và 2009, 14 năm kể từ lần đầu tiên anh vô địch Champions League cho tới lần thứ 2.

## Sự nghiệp câu lạc bộ

### Ajax
Sinh ra ở Voorhout, Van der Sar bắt đầu sự nghiệp của mình tại câu lạc bộ quê nhà, Foreholte, và sau đó là vv Noordwijk. Anh nhận được sự chú ý của huấn luyện viên Louis van Gaal, và được đưa về Ajax khi đã ở độ tuổi tương đối muộn. Mặc dù gia nhập muộn và phải thi đấu ở đội dự bị, anh vẫn nỗ lực trong khoảng thời gian này trước khi được Louis van Gaal gọi lên đội một. Anh đã có được những thành công lớn tại Ajax với chức vô địch UEFA Cup 1991–92 và Champions League 1994–95, cùng với đó là danh hiệu Thủ môn xuất sắc nhất châu Âu năm 1995. anh là người trấn giữ khung thành cho Ajax trong trận chung kết Champions League 1996, trận đấu mà họ đã để thua Juventus trong loạt luân lưu và trở thành nhà cựu vô địch. anh đã ra sân tổng cộng 226 lần và ghi một bàn trên chấm phạt đền cho Ajax để hoàn tất chiến thắng 8–1 trước De Graafschap trong mùa giải 1997–98.

### Juventus
Năm 1999, tầm vóc của Van der Sar với tư cách là một trong những thủ môn hàng đầu châu Âu đã thu hút sự chú ý từ Manchester United, đội bóng đang tìm kiếm sự thay thế cho Peter Schmeichel; tuy nhiên, Van der Sar đã chuyển đến câu lạc bộ Ý Juventus với mức phí được cho là vào khoảng 5 triệu bảng. Anh có trận ra mắt Lão Phu nhân trong trận hòa 1-1 với Reggina tại Stadio delle Alpi. Anh trở thành thủ môn không phải người Ý đầu tiên thi đấu cho câu lạc bộ thành Turin.
Anh ấy là thủ môn được lựa chọn số một trong hai mùa giải đầu tiên ở Ý, có 66 lần ra sân ở Serie A khi Juventus về nhì ở giải đấu hai lần dưới thời Carlo Ancelotti, với thành tích phòng ngự tốt nhất giải đấu mỗi lần. Anh ấy đã thể hiện tốt trong mùa giải đầu tiên của mình, giành được UEFA Intertoto Cup 1999 và giúp câu lạc bộ cạnh tranh cho danh hiệu Serie A. Tuy nhiên, vào ngày cuối cùng của mùa giải 1999–2000, Juventus đã thua Perugia Calcio, sau khi Van der Sar bị đánh bại bởi cú vô lê của Alessandro Calori; Kết quả này giúp Lazio vượt qua Juventus và giành chức vô địch giải đấu với một điểm duy nhất. Tuy nhiên, mùa giải sau đó kém thành công hơn khi Juventus bị loại ở vòng đầu tiên ở cả Coppa Italia và Champions League, trong khi Van der Sar phạm một số sai lầm, bao gồm một lỗi cao độ trong trận đấu trên sân nhà. trước nhà vô địch Serie A cuối cùng là Roma, vào ngày 6 tháng 5 năm 2001, khi anh cản phá cú sút của Hidetoshi Nakata, giúp Vincenzo Montella gỡ hòa 2–2; Juventus cuối cùng xếp sau nhà vô địch giải đấu hai điểm.
Van der Sar mất vị trí chính thức vào mùa hè năm 2001, sau khi Bianconeri mua thủ môn quốc tế người Ý Gianluigi Buffon từ Parma với giá 100 tỷ lire (tương đương 32,6 triệu bảng), mức phí kỷ lục thế giới cho một thủ môn thời điểm đó. Không muốn tiếp tục là sự lựa chọn thứ hai sau Buffon, Van der Sar nói rõ rằng anh muốn ra đi sau hai năm ở Serie A.

### Fulham

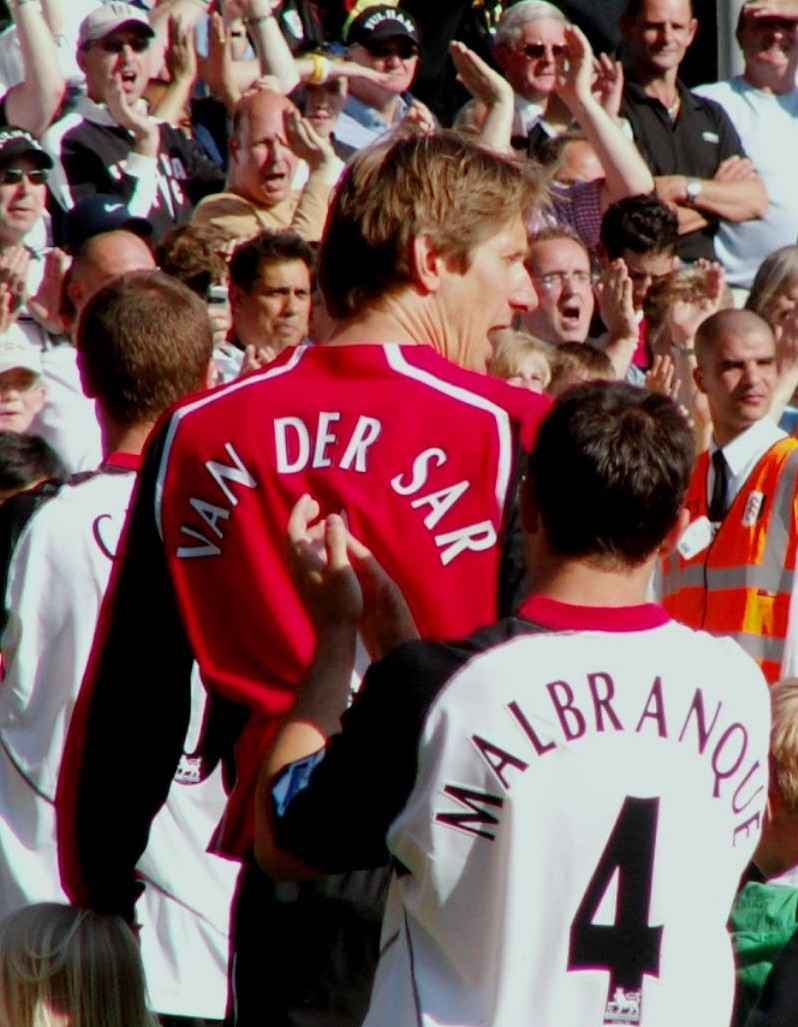
Van der Sar thi đấu cho Fulham.

Không bằng lòng với việc ngồi ghế dự bị ở Juventus, Van der Sar đã chuyển tới câu lạc bộ Fulham vào năm 2001 với mức phí khoảng 7.1 triệu £  và hợp đồng có thời hạn 4 năm. Tại Fulham, anh đã ra sân được 172 lần. Phong độ thi đấu của anh cho Fulham đã lọt vào mắt xanh của một trong những câu lạc bộ lớn nhất trên thế giới, Manchester United và nhận được sự chú ý của huấn luyện viên Alex Ferguson.

### Manchester United
Van der Sar chuyển đến Manchester United vào ngày 10 tháng 6 năm 2005 với khoản phí được công bố là 2 triệu £, mặc dù mức phí chuyển nhượng không được tiết lộ chính xác. Huấn luyện viên Manchester United Sir Alex Ferguson coi anh là thủ môn xuất sắc nhất từng chơi cho câu lạc bộ kể từ thời Peter Schmeichel.

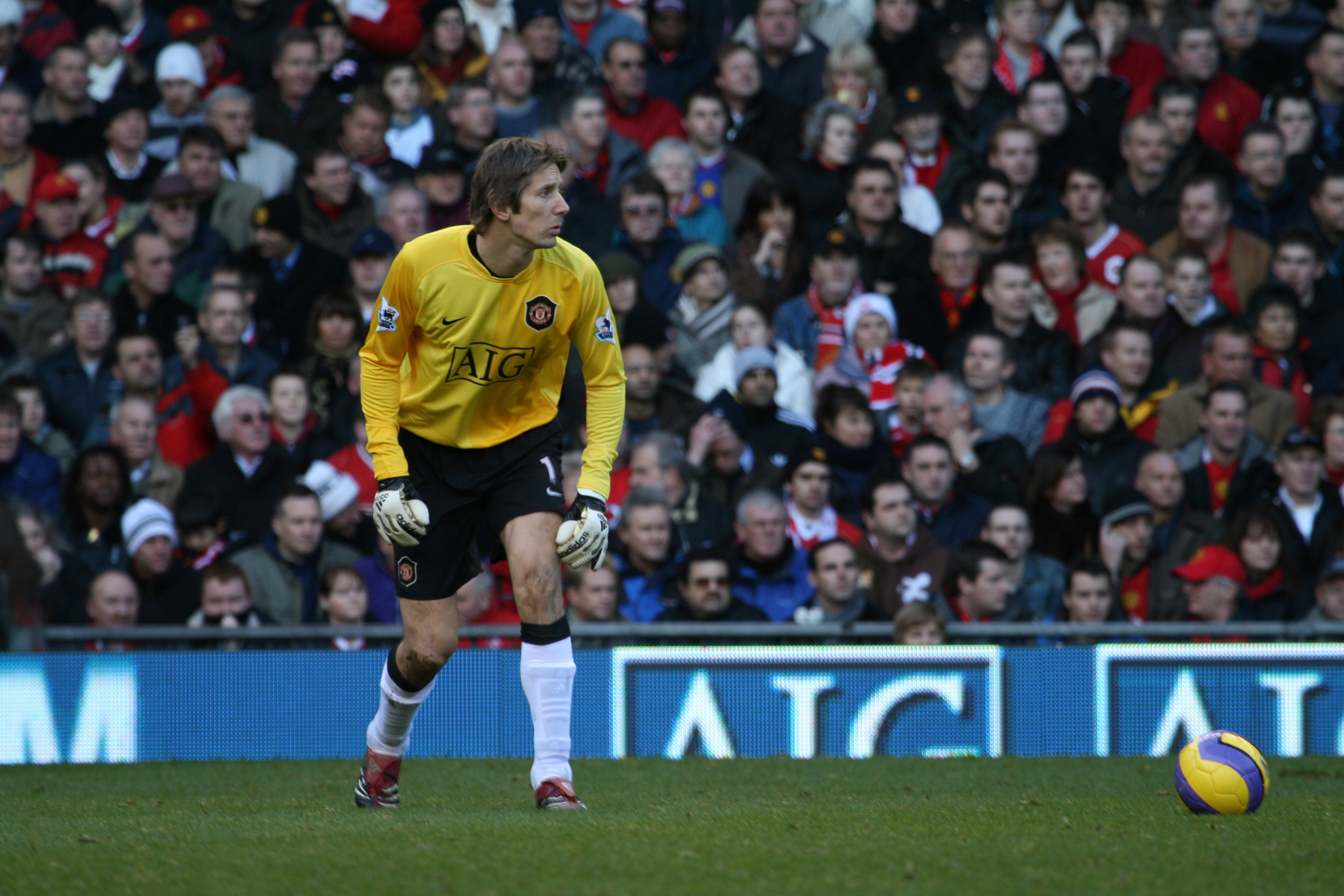
Van der Sar đang thi đấu cho Manchester United

Vào ngày 5 tháng 5 năm 2007, anh đã cản phá thành công quả phạt đền giúp đội bóng của mình giành thắng lợi 1–0 trước Manchester City trong trận derby thành Manchester. ngày hôm sau, Chelsea đã thất bại trong việc đánh bại Arsenal trên sân Emirates qua đó đem đến danh hiệu vô địch ngoại hạng Anh lần thứ 9 cho Manchester United và lần đầu tiên cho Van der Sar. Anh cũng có tên trong danh sách đội hình của năm ở mùa giải 2006–07. 3 tháng sau, anh trở thành nhân tố chính cho danh hiệu siêu cúp Anh thứ 16 của Manchester United, bằng việc cản phá liên tiếp 3 quả phạt đền trong loạt sút luân lưu sau khi Manchester United và Chelsea hòa 1–1 trong thời gian thi đấu chính thức.
Mùa giải 2007–08 là mùa giải tốt nhất của Van der Sar kể từ khi anh chuyển đến câu lạc bộ, anh thể hiện một phong độ thi đấu xuất sắc mặc dù bị dính chấn thương háng. Anh đã giúp Manchester United bảo vệ được danh hiệu ngoại hạng anh và vô địch Champions League bằng việc cản phá được cú sút phạt cuối cùng của Nicolas Anelka trong loạt luân lưu.

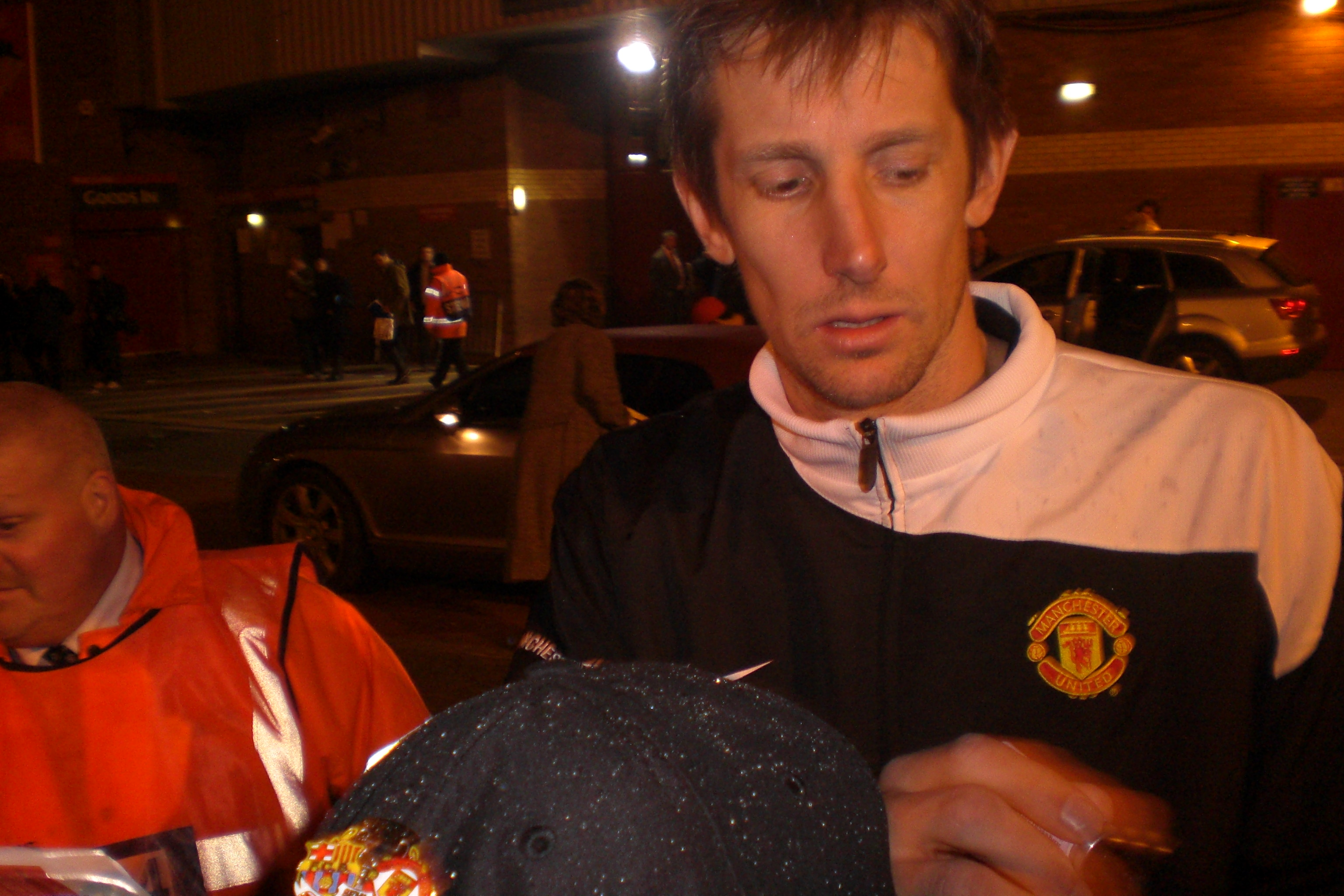
Van der Sar ký tặng người hâm mộ sau trận bán kết lượt về với Barcelona ngày 29 tháng 4 năm 2008.

Van der Sar đã ký gia hạn một năm hợp đồng hiện tại của anh với Manchester United vào ngày 12 tháng 12 năm 2008, Qua đó giữ anh ở câu lạc bộ ít nhất cho đến khi kết thúc mùa giải 2009–10.
Ngày 27 tháng 1 năm 2009, với chiến thắng 5-0 của MU trước West Bromwich Albion, Van der Sar đã trải qua 11 trận và 1,032 phút mà không bị thủng lưới bàn nào. Qua đó thiết lập kỉ lục giữ sạch lưới mới của câu lạc bộ và giải ngoại hạng Anh, đánh bại kỉ lục trước đó là 10 trận và 1,025 phút được lập bởi thủ môn Petr Čech trong mùa giải 2004–05. Tiếp đấy anh đã phá vỡ kỉ lục toàn giải Anh trong trận đấu 4 ngày sau đó, vượt qua kỉ lục 1,103 phút, lập nên vào năm 1979 bởi thủ môn Steve Death của câu lạc bộ Reading. trong trận đấu gặp West Ham vào ngày 8 tháng 2 năm 2009, kỉ lục đã được tăng lên 1,212 phút, đánh bại kỉ lục 1,155 phút giữ sạch lưới toàn Vương Quốc Anh được Bobby Clark lập ra vào năm 1971. Cuối cùng, ngày 18 tháng 2 năm 2009, Van der Sar tiếp tục kéo dài kỉ lục đến 1302 phút, qua đó, đã phá vỡ kỉ lục thế giới của José María Buljubasich là 1,289 phút, lập ra năm 2005. kỉ lục giữ sạch lưới của anh kết thúc vào ngày 4 Tháng 3, khi anh mắc sai lầm để cầu thủ Peter Løvenkrands của Newcastle United ghi bàn ở phút thứ 9. tổng cộng, Van der Sar đã trải qua 1,311 phút không để thủng lưới tại giải đấu này.. Với tất cả 21 lần giữ sạch lưới anh cũng đã giành giải Găng tay vàng Barclays mùa giải 2008–09. mặc dù vậy, anh đã lỡ mất cơ hội giành danh hiệu vô địch Champions League lần thứ 3 bởi thất bại 2–0 dưới tay của Barcelona ngày 27 tháng 5 năm 2009. Tuy nhiên, anh đã giành giải Thủ môn xuất sắc nhất châu Âu của UEFA lần thứ 2, 14 năm sau khi anh giành được giải thưởng này lần đầu tiên tại Ajax.

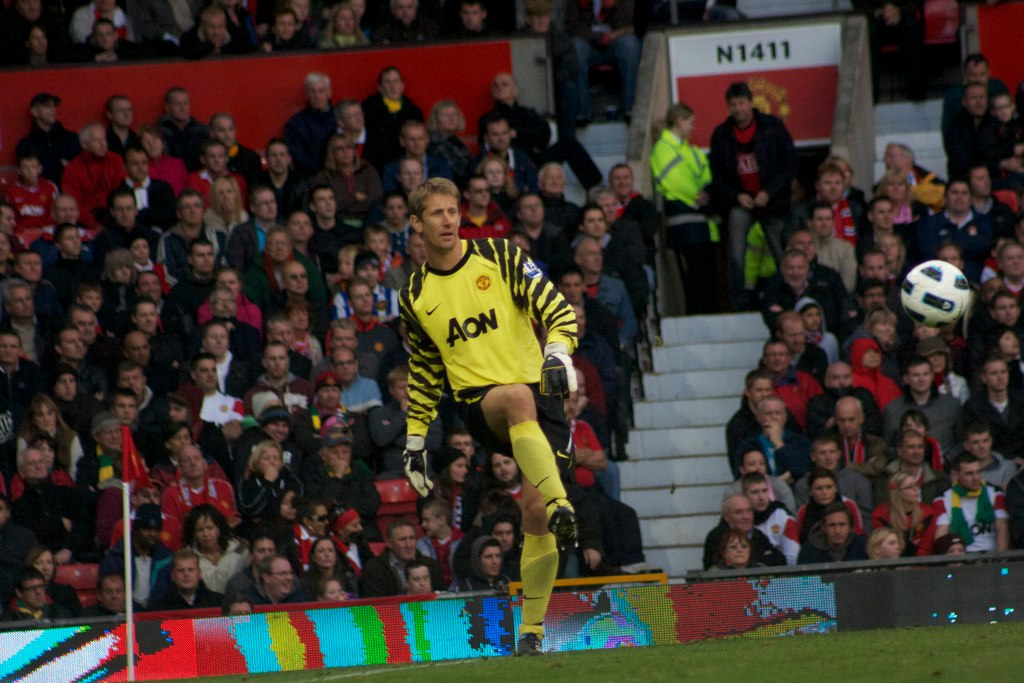
Van der Sar chơi cho Manchester United trong mùa giải 2010–11.

Van der Sar dính chấn thương ngón tay tại giải đấu trước thềm mùa giải - Audi Cup, khiến anh phải bỏ lỡ 12 trận của mùa giải 2009–10. 6 tháng 10 năm 2009, Van Der Sar quay trở lại, chơi đủ 90 phút cho đội dự bị trong trận gặp Everton. ngày 17 tháng 10 năm 2009, anh quay trở lại thi đấu cho đội hình chính trong chiến thắng 2-1 của Manchester trước Bolton Wanderers. ngày 21 tháng 11 năm 2009, Van Der Sar lại dính chấn thương lần nữa, đồng thời vợ của anh cũng bị xuất huyết não ngay trước dip Giáng sinh. ngày 16 tháng 1 năm 2010, Van Der Sar trở lại thi đấu trong trận thắng 3-0 trước Burnley.
Van der Sar đã tiếp tục gia hạn hợp đồng với Manchester United thêm 1 năm nữa vào ngày 26 tháng 2 năm 2010, giữ anh ở câu lạc bộ cho đến khi kết thúc mùa giải 2010–11.
Ngày 23 tháng 12 năm 2010, có thông tin cho rằng Van der Sar có thể sẽ nghỉ hưu vào cuối mùa giải 2010–11. Mặc dù anh ấy phủ nhận các báo cáo vào thời điểm đó, Van der Sar xác nhận vào ngày 27 tháng 1 năm 2011 đó là ý định của anh ấy.  Vào ngày 12 tháng 3, Van der Sar được bầu chọn là Cầu thủ xuất sắc nhất trận đấu với Arsenal tại FA Cup sau khi thực hiện một số pha cứu thua xuất sắc. United đã thắng trận đấu với tỷ số 2–0 nhờ các bàn thắng của Wayne Rooney và Fábio. Anh ấy đã được đưa vào Đội hình của năm của PFA, lần thứ ba xuất hiện ở đó, những người khác vào năm 2007 và 2008.
Vào ngày 22 tháng 5 năm 2011, anh chơi trận cuối cùng tại Old Trafford trong chiến thắng 4–2 trước Blackpool, dẫn đến việc Blackpool xuống hạng khỏi Premier League. Anh ấy đeo băng đội trưởng United như một món quà chia tay. Trận đấu cuối cùng của anh ấy cho United là gặp Barcelona trong trận Chung kết UEFA Champions League 2011 vào ngày 28 tháng 5, trận đấu mà United thua 3-1. Ở tuổi 40, 211 ngày, anh là cầu thủ nam lớn tuổi nhất góp mặt trong trận chung kết Cúp C1 châu Âu trong kỷ nguyên Champions League, cùng với Dino Zoff giữ kỷ lục mọi thời đại ở 41 tuổi 86 ngày, khi ông xuất hiện vào năm 1983 . Chung kết Cúp C1 Châu Âu. Sau trận đấu, van der Sar từ giã sự nghiệp bóng đá.

## Sự nghiệp quốc tế
Van der Sar có mặt trong đội hình đội tuyển Hà Lan tham dự World Cup 1994 nhưng lại không được thi đấu. Anh đã phải chờ đến ngày 7 Tháng 6 năm 1995 cho lần ra mắt quốc tế của mình, gặp đội tuyển Belarus. Anh đã ghi bàn từ chấm phạt đền trong 3 vòng đấu loại liên tiếp tại các giải đấu quan trọng như: Euro 1996, World Cup 1998 và Euro 2000. World Cup 2002 là giải đấu lớn đầu tiên mà anh không được tham dự do Đội tuyển Hà Lan đã thất bại trong việc giành vé đến Nhật Bản - Hàn Quốc sau khi không thể cạnh tranh được với đội tuyển Bồ Đào Nha và đội tuyển CH.Ireland.

### World Cup 1998
Van der Sar đưa Hà Lan trở lại bán kết Giải vô địch bóng đá thế giới 1998, nơi họ bị Brasil loại 4–2 trên chấm phạt đền sau trận hòa 1–1. Trong trận playoff tranh hạng ba, Hà Lan để thua Croatia với tỷ số 2-1.
Ở tứ kết với Argentina, Van der Sar đối đầu với Ariel Ortega sau khi Ortega nhận thẻ vàng vì phạm lỗi trong vòng cấm; Cầu thủ người Argentina sau đó đã bị đuổi khỏi sân vì đã húc đầu vào Van der Sar. Ngay sau thẻ đỏ của Ortega, Dennis Bergkamp đã ghi bàn ấn định chiến thắng 2-1 cho Hà Lan.

### Euro 2000
Van der Sar đá chính hai trận vòng bảng đầu tiên của Hà Lan tại UEFA Euro 2000, nhưng bị chấn thương ở giai đoạn cuối của chiến thắng 3–0 trước Đan Mạch và được thay thế bởi Sander Westerveld trong trận đấu cuối cùng vòng bảng với Pháp. Van der Sar trở lại trận tứ kết, nhưng lại bị Westerveld thay thế ở phút 65, khi đó Hà Lan dẫn trước 4–0. Van der Sar giữ sạch lưới khác trong trận bán kết với Ý, dẫn đến trận hòa không bàn thắng sau Frank de Boer và Patrick Kluivert. Cả hai đều không thể ghi bàn từ chấm phạt đền trong thời gian quy định. Trận đấu chuyển sang loạt sút luân lưu, và mặc dù Van der Sar đã cản phá nỗ lực của đội trưởng Paolo Maldini của Ý, Hà Lan chỉ ghi được một trong bốn cú sút của họ và để thua 3-1. Van der Sar kết thúc giải đấu mà không để thủng lưới bàn nào, nhưng bị loại khỏi Đội hình tiêu biểu thay vào đó là Fabien Barthez của Pháp và Francesco Toldo của Ý.

### Euro 2004
Tại tứ kết Euro 2004, trong loạt sút luân lưu với Thụy Điển, Van der Sar đã cản phá được một quả sút penalty của Olof Mellberg, giúp Hà Lan giành chiến thắng 5–4 trên chấm phạt đền, tuy vậy trong trận bán kết Hà Lan đã để thua chủ nhà Bồ Đào Nha.

### World Cup 2006
Trước trận đấu vòng bảng World Cup 2006 gặp Bờ Biển Ngà, Van der Sar đã không để lọt lưới bàn nào trong 9 trận liên tiếp. Với tư cách là đội trưởng của Hà Lan, anh đã phá vỡ kỉ lục khoác áo đội tuyển nhiều nhất của Frank de Boer trong vòng đấu thứ 2 gặp Bồ Đào Nha.

### Euro 2008

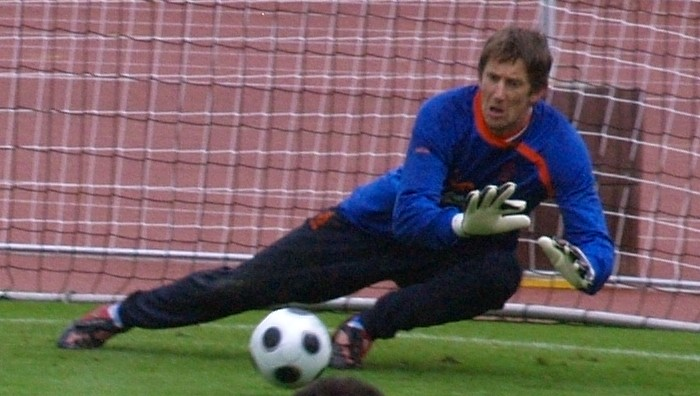
Edwin van der Sar tập luyện với Hà Lan trước UEFA Euro 2008.

Vào sinh nhật lần thứ 37 của mình năm 2007, Van der Sar, trong cuộc phỏng vấn với Radio 538, đã tiết lộ rằng anh có ý định giã từ sự nghiệp thi đấu quốc tế sau kì Euro 2008. Trước giải đấu, anh là người đã chấm dứt cuộc tranh chấp kéo dài giữa tiền đạo kì cựu Ruud van Nistelrooy và huấn luyện viên Marco van Basten. Anh mang băng đội trưởng trong chiến thắng 3–0 đầy ấn tượng trước Ý vào ngày 9 tháng 6 năm 2008 và trong trận thắng 4–1 trước Pháp ngày 13 tháng 6. Ngày 21 tháng 6, anh chơi trong trận tứ kết gặp đội tuyển Nga, trận đấu kết thúc với tỉ số 3-1 nghiêng về Nga và đây cũng được cho là trận đấu quốc tế cuối cùng của anh. Đây là lần ra sân thứ 16 của anh tại các vòng chung kết giải vô địch châu Âu, ngang bằng với kỉ lục được lập ra ít ngày trước đó bởi Lilian Thuram.

### Vòng loại World Cup 2010
Ngày 3 Tháng 10 năm 2008, trước sự thuyết phục của huấn luyện viên Bert van Marwijk, Van der Sar đã đồng ý quay trở lại thi đấu cho Hà Lan tại Vòng loại World Cup 2010 trận gặp Iceland và Na Uy sau khi 2 thủ môn Maarten Stekelenburg, Henk Timmer dính chấn thương và không thể tham gia các trận đấu đó. Van der Sar đã giữ sạch lưới ở cả hai trận, đồng thời Hà Lan cũng thắng với tỉ số 2–0 và 1–0.

## Phong cách thi đấu
Được coi là một trong những thủ môn vĩ đại nhất và hoàn thiện nhất trong lịch sử bóng đá, Van der Sar là một thủ môn to lớn, lực lưỡng nhưng mảnh khảnh, người xuất sắc trong việc cản phá đường chuyền của mình để xử lý các quả tạt do chiều cao và vóc dáng của mình; Một thủ môn thông minh, ngoài khả năng phản xạ, chọn vị trí tuyệt vời và khả năng cản phá, anh còn được biết đến với sự điềm tĩnh, tuổi thọ và khả năng tổ chức phòng ngự. Hơn nữa, anh ta cũng rất hiệu quả trong việc cản phá các quả phạt đền. Tuy nhiên, Van der Sar được biết đến đặc biệt với kỹ năng cầm bóng dưới chân, cũng như khả năng phân phối bóng chính xác bằng cả hai chân, giúp anh có thể phát động các đợt phản công từ khu vực của mình bằng những đường bóng dài, hoặc xây dựng lối chơi tấn công bằng cách đánh bóng ra ngoài từ phía sau trên mặt đất.  Nhờ khả năng cầm bóng và lao ra khỏi đường biên, anh ấy cũng đóng vai trò là " thủ môn quét " trong suốt sự nghiệp của mình, đặc biệt là trong thời gian thi đấu cho Ajax.

## Sự nghiệp sau khi giải nghệ
Vào ngày 3 tháng 8 năm 2011, một lời chứng thực đã được diễn ra tại Amsterdam Arena để vinh danh Van der Sar. Trận đấu có sự góp mặt của "đội bóng trong mơ" của thủ thành gồm Wayne Rooney, John Heitinga, Louis Saha, Rio Ferdinand, Ryan Giggs, Paul Scholes, Nemanja Vidić, André Ooijer, Dirk Kuyt, Gary Neville, Michael Carrick, Edgar Davids, Giovanni van Bronckhorst, Boudewijn Zenden và Dennis Bergkamp với Alex Ferguson với tư cách là người quản lý. Họ phải đối mặt với đội đầu tiên hiện tại của Ajax, do Frank de Boer dẫn dắt.
Trước trận đấu này, hai trận đấu ngắn hơn đã diễn ra. Một đội có sự góp mặt của các đội trẻ Ajax và Manchester United, và một đội khác có đội hình năm 1995 của Ajax gặp đội tuyển quốc gia Hà Lan năm 1998. Đội hình Ajax có sự góp mặt của những người khác như Finidi George, Nwankwo Kanu, Frank de Boer, Winston Bogarde, Nordin Wooter, Ronald de Boer, Danny Blind, Patrick Kluivert, Marc Overmars và Frank Rijkaard với nó được quản lý bởi Louis van Gaal. Đội hình Hà Lan có sự góp mặt của những người khác Wim Jonk, Dennis Bergkamp, Roy Makaay, Ruud Hesp, Aron Winter, Richard Witschge và Pierre van Hooijdonk với sự quản lý của Guus Hiddink .
Chỉ riêng số lượng người xem ở Hà Lan đã đạt đỉnh 2 triệu và chiếm 26% tổng thị phần.  Thu nhập do trận đấu tạo ra được quyên góp cho hai tổ chức từ thiện (Make a Wish Foundation và Laureus); Tuy nhiên, nó tạo ra nhiều tiền đến mức Van der Sar tuyên bố sau đó ông sẽ bắt đầu quỹ từ thiện của riêng mình để giúp tiêu tiền.
Trong sự kiện này, có thông báo rằng Van der Sar sẽ làm việc với tư cách là nhà phân tích cho Nederlandse Omroep Stichting về UEFA Champions League 2011–12. Con trai của Van der Sar, Joe, đã đưa ra những bình luận bằng văn bản nói rằng cha anh sẽ làm huấn luyện viên thủ môn tại Ajax trong vòng 5 năm. Bản thân Van der Sar cho biết anh không muốn cam kết hoàn toàn với điều này, nhưng xác nhận là có khả năng xảy ra và anh quan tâm đến việc xây dựng sự nghiệp huấn luyện của mình một cách từ từ, bắt đầu từ các cấp độ thấp hơn.
Vào ngày 27 tháng 5 năm 2012, Van der Sar tham gia trận đấu Soccer Aid 2012, chơi cho phần còn lại của Thế giới trong hiệp một, thực hiện một pha cản phá xuất thần từ John Bishop. Anh được thay thế ở hiệp một bởi diễn viên hài Patrick Kielty . Anh cũng đã tham gia trận đấu Soccer Aid 2014 vào ngày 8 tháng 6 năm 2014, một lần nữa chơi cho đội Phần còn lại của thế giới trong hiệp một trước khi được thay thế một lần nữa bởi Patrick Kielty trong hiệp một.
Van der Sar đảm nhận vai trò giám đốc tiếp thị của Ajax vào ngày 19 tháng 11 năm 2012.  Ông được thăng chức vào cuối năm 2016 với vai trò Giám đốc điều hành.

## Cuộc sống cá nhân
Van der Sar kết hôn với Annemarie van Kesteren vào ngày 20 tháng 5 năm 2006 tại Beurs van Berlage, Amsterdam. Họ có 2 đưa con: một trai, Joe, và một gái, Lynn. Tháng 12 năm 2009, vợ của anh đã phải nhập viện,hai ngày trước giáng sinh. Các báo cáo nói rằng Annemarie đã bị xuất huyết não và đang trong tình trạng hiểm nghèo,may thay cô ấy sau đó đã hồi phục hoàn toàn.
Vào ngày 12 tháng 3 năm 2016, Van der Sar đã có một thời gian ngắn trở lại với bóng đá để chơi một trận duy nhất cho câu lạc bộ trẻ cũ của anh là VV Noordwijk. Noordwijk, đang chơi ở hạng 5 nghiệp dư, đã bị khủng hoảng lực lượng chấn thương. Anh ấy đã cản phá một quả phạt đền và để thủng lưới trong trận đấu khi họ hòa 1-1 với Jodan Boys.
Vào ngày 7 tháng 7 năm 2023, Van der Sar được đưa vào bệnh viện chăm sóc đặc biệt sau khi được thông báo là anh bị xuất huyết não. Sau một thời gian điều trị, vào ngày 18 tháng 7 cùng năm, sức khỏe của anh được thông báo là đang trong tình trạng ổn định và đã được xuất viện 2 tuần sau đó.

## Thống kê sự nghiệp
| Câu lạc bộ          | Mùa giải            | Giải vô địch        | Giải vô địch | Giải vô địch | Cúp quốc gia | Cúp quốc gia | Cúp liên đoàn | Cúp liên đoàn | Châu Âu | Châu Âu | Khác | Khác | Tổng cộng | Tổng cộng |
| Câu lạc bộ          | Mùa giải            | Hạng đấu            | Trận         | Bàn          | Trận         | Bàn          | Trận          | Bàn           | Trận    | Bàn     | Trận | Bàn  | Trận      | Bàn       |
| ------------------- | ------------------- | ------------------- | ------------ | ------------ | ------------ | ------------ | ------------- | ------------- | ------- | ------- | ---- | ---- | --------- | --------- |
| Ajax                | 1990–91             | Eredivisie          | 9            | 0            | 0            | 0            | –             | –             | 0       | 0       | 0    | 0    | 9         | 0         |
| Ajax                | 1991–92             | Eredivisie          | 0            | 0            | 0            | 0            | –             | –             | 0       | 0       | 0    | 0    | 0         | 0         |
| Ajax                | 1992–93             | Eredivisie          | 19           | 0            | 3            | 0            | –             | –             | 3       | 0       | 0    | 0    | 25        | 0         |
| Ajax                | 1993–94             | Eredivisie          | 32           | 0            | 4            | 0            | –             | –             | 6       | 0       | 1    | 0    | 43        | 0         |
| Ajax                | 1994–95             | Eredivisie          | 33           | 0            | 3            | 0            | –             | –             | 11      | 0       | 1    | 0    | 48        | 0         |
| Ajax                | 1995–96             | Eredivisie          | 33           | 0            | 2            | 0            | –             | –             | 11      | 0       | 4    | 0    | 50        | 0         |
| Ajax                | 1996–97             | Eredivisie          | 33           | 0            | 1            | 0            | –             | –             | 10      | 0       | 1    | 0    | 45        | 0         |
| Ajax                | 1997–98             | Eredivisie          | 33           | 1            | 5            | 0            | –             | –             | 8       | 0       | 0    | 0    | 46        | 1         |
| Ajax                | 1998–99             | Eredivisie          | 34           | 0            | 5            | 0            | –             | –             | 6       | 0       | 1    | 0    | 46        | 0         |
| Ajax                | Tổng cộng           | Tổng cộng           | 226          | 1            | 23           | 0            | –             | –             | 55      | 0       | 8    | 0    | 312       | 1         |
| Juventus            | 1999–2000           | Serie A             | 32           | 0            | 3            | 0            | –             | –             | 11      | 0       | 0    | 0    | 46        | 0         |
| Juventus            | 2000–01             | Serie A             | 34           | 0            | 2            | 0            | –             | –             | 6       | 0       | 0    | 0    | 42        | 0         |
| Juventus            | Tổng cộng           | Tổng cộng           | 66           | 0            | 5            | 0            | –             | –             | 17      | 0       | 0    | 0    | 88        | 0         |
| Fulham              | 2001–02             | Premier League      | 37           | 0            | 4            | 0            | 0             | 0             | 0       | 0       | 0    | 0    | 41        | 1         |
| Fulham              | 2002–03             | Premier League      | 19           | 0            | 0            | 0            | 0             | 0             | 11      | 0       | 0    | 0    | 30        | 0         |
| Fulham              | 2003–04             | Premier League      | 37           | 0            | 6            | 0            | 0             | 0             | 0       | 0       | 0    | 0    | 43        | 0         |
| Fulham              | 2004–05             | Premier League      | 34           | 0            | 5            | 0            | 1             | 0             | 0       | 0       | 0    | 0    | 40        | 0         |
| Fulham              | Tổng cộng           | Tổng cộng           | 127          | 0            | 15           | 0            | 1             | 0             | 11      | 0       | 0    | 0    | 154       | 1         |
| Manchester United   | 2005–06             | Premier League      | 38           | 0            | 2            | 0            | 3             | 0             | 8       | 0       | 0    | 0    | 51        | 0         |
| Manchester United   | 2006–07             | Premier League      | 32           | 0            | 3            | 0            | 0             | 0             | 12      | 0       | 0    | 0    | 47        | 1         |
| Manchester United   | 2007–08             | Premier League      | 29           | 0            | 4            | 0            | 0             | 0             | 10      | 0       | 1    | 0    | 44        | 0         |
| Manchester United   | 2008–09             | Premier League      | 33           | 0            | 2            | 0            | 0             | 0             | 10      | 0       | 4    | 0    | 49        | 0         |
| Manchester United   | 2009–10             | Premier League      | 21           | 0            | 0            | 0            | 2             | 0             | 6       | 0       | 0    | 0    | 29        | 0         |
| Manchester United   | 2010–11             | Premier League      | 33           | 0            | 2            | 0            | 0             | 0             | 9       | 0       | 1    | 0    | 45        | 0         |
| Manchester United   | Tổng cộng           | Tổng cộng           | 186          | 0            | 13           | 0            | 5             | 0             | 55      | 0       | 6    | 0    | 265       | 1         |
| Tổng cộng sự nghiệp | Tổng cộng sự nghiệp | Tổng cộng sự nghiệp | 605          | 1            | 56           | 0            | 6             | 0             | 139     | 0       | 14   | 0    | 820       | 1         |

Số liệu thống kê chính xác tới ngày 22 tháng 5 năm 2011

### Đội tuyển quốc gia[37][38]
| Đội tuyển bóng đá Hà Lan | Đội tuyển bóng đá Hà Lan | Đội tuyển bóng đá Hà Lan |
| Năm                      | Trận                     | Bàn                      |
| ------------------------ | ------------------------ | ------------------------ |
| 1995                     | 5                        | 0                        |
| 1996                     | 10                       | 0                        |
| 1997                     | 6                        | 0                        |
| 1998                     | 14                       | 0                        |
| 1999                     | 8                        | 0                        |
| 2000                     | 12                       | 0                        |
| 2001                     | 9                        | 0                        |
| 2002                     | 6                        | 0                        |
| 2003                     | 8                        | 0                        |
| 2004                     | 17                       | 0                        |
| 2005                     | 11                       | 0                        |
| 2006                     | 12                       | 0                        |
| 2007                     | 4                        | 0                        |
| 2008                     | 8                        | 0                        |
| Tổng cộng                | 130                      | 0                        |

## Danh hiệu

### Câu lạc bộ

#### Ajax
- Eredivisie (4): 1993–94, 1994–95, 1995–96, 1997–98
- KNVB Cup (3): 1992–93, 1997–98, 1998–99
- Johan Cruyff Shield (3): 1993, 1994, 1995
- UEFA Cup (1): 1991–92
- UEFA Champions League (1): 1994–95
- UEFA Super Cup (1): 1995
- Intercontinental Cup (1): 1995

#### Juventus
- UEFA Intertoto Cup (1): 1999

#### Fulham
- UEFA Intertoto Cup (1): 2002

#### Manchester United
- Premier League (4): 2006–07, 2007–08, 2008–09, 2010–11
- EFL Cup (3): 2005–06, 2008–09, 2009–10
- FA Community Shield (3): 2007, 2008, 2010
- UEFA Champions League (1): 2007–08
- FIFA Club World Cup (1): 2008

### Cá nhân
- Thủ môn xuất sắc nhất châu Âu: 1995, 2008, 2009, 2010
- Thủ môn xuất sắc nhất giải quốc gia Hà Lan: 1994, 1995, 1996, 1997